# Global Telecom Holding
Global Telecom Holding (ehemals Orascom Telecom) ist ein ägyptischer Telekommunikationskonzern. Im Jahre 1998 wurde der Konzern von Naguib Sawiris gegründet. Das börsennotierte Unternehmen gehörte zur ägyptischen Orascom-Gruppe. Es ist Mitglied im EGX 30 Index an der Egyptian Exchange. Seit 2010 hält der russische Telekommunikationskonzern Vimpelcom 51,9 Prozent der Anteile. Der Rest der Aktien ist in Streubesitz.
GTH hatte mit seinen Joint Ventures und Tochtergesellschaften im Dezember 2013 insgesamt 89,299 Millionen Kunden in Algerien, Bangladesch, Burundi, Kanada, Pakistan, Simbabwe und der Zentralafrikanischen Republik.
Im Jahr 2010 übernahm die russische Vimpelcom Orascom Telecom sowie Wind Telecomunicazioni von Weather Investments des ägyptischen Unternehmers Naguib Sawiris und fusionierte die beiden Firmen zur Global Telecom Holding mit Sitz in Kairo. Von dieser Transaktion ausgeschlossen sind die Aktivitäten in Nordkorea (Koryolink) und Ägypten, die an die Orascom Telecom Media and Technology Holding übertragen wurden, die weiterhin mehrheitlich Naguib Sawiris gehört. Die italienischen Aktivitäten der Wind Telecomunicazioni sind direkt der Muttergesellschaft Vimpelcom unterstellt und nicht Teil der Global Telecom Holding.

Historisches Logo

## Mobinil - Anfänge in Ägypten
Im Jahre 1994 übernahm Orascom den ägyptischen Internetserviceprovider InTouch. Nach der Privatisierung des Telekommunikationsmarktes in Ägypten wurden einige kleinere Unternehmen übernommen. Im Jahre 1998 bewarb sich Orascom um eine GSM-Lizenz in Ägypten. Danach hatte Orascom Lizenzen für Mobilfunk, Festnetz und VSAT-Technologien.
Anfang 1998 erhält das ECMS - Egyptian Company for Mobile Services-Konsortium aus Orange (seinerzeit noch eine Tochter von Hutchison Whampoa), Motorola (als Hersteller von Mobilfunkbasisstationen) und die Orascom Telecom (seinerzeit 51 Prozent) die erste GSM Mobilfunklizenz in Ägypten. Im Mai 1998 geht Mobinil auf Empfang.
Die ECMS befindet sich heute zu 36,4 Prozent bei der Orange Group (heute Tochter der France Télécom), zu 34,6 Prozent bei der Orascom Telecom und zu 29,0 Prozent im Streubesitz.
Anfang März 2009 erklärte Orange, ECMS übernehmen zu wollen. Anfang April 2009 hat die Regulierungsbehörde Ägyptens eine mögliche Übernahme untersagt. Ein Schiedsgericht der Internationalen Handelskammer hatte Anfang April 2009 entschieden, dass die Orascom Telecom ihren Anteil von 28,75 Prozent bis zum 10. April 2009 vollständig an Orange Telecom übertragen müsse. Orange zahlt für die restliche Beteiligung 530 Mio. Euro an Orascom Telecom.
Mobinil hat über 20 Millionen Mobilfunkkunden. Ab September 2008 ist Alex Shalaby Vorsitzender und Hassan Kabbani Geschäftsführer von Mobinil.

## Naher Osten + Afrika
Orascom ist führender Telekommunikationsanbieter im Nahen Osten, Afrika und Südasien. Er betreibt GSM-Netzwerke in Algerien (Djezzy GSM), Ägypten (MobiNil), Namibia (Leo), Pakistan (Mobilink), Bangladesch (Banglalink), Tunesien (Tunisiana).
Orascom investierte auch in andere Märkte, verkaufte die Lizenzen und Netze aus unterschiedlichen Gründen jedoch wieder. So wurden Ende 2005 beispielsweise die Anteile an Libertis Telecom in der Republik Kongo verkauft. Orascom wollte sich auf lukrativere Märkte sowie sein Kerngeschäft im Nahen Osten sowie den Mittelmeer-Anrainerstaaten konzentrieren.

### Irak
Im Jahr 2007 liefen zudem zwei Mobilfunklizenzen von Orascom-Tochtergesellschaften aus. Nach dem Auslaufen der vorläufigen Mobilfunklizenzen im Irak hatte sich Orascom aus der Versteigerung der Langzeitlizenzen zurückgezogen. Statt des Investments von 1,25 Milliarden US-Dollar wollte man ein Joint Venture mit dem kurdischen Lizenzinhaber Korek eingehen, um das Netz weiter betreiben zu können. Nachdem sich beide Gesellschaften nicht einigen konnten, verkaufte Orascom seine Gesellschaft IraQna an das kuwaitische Telekommunikationsunternehmen MTC (heute Zain) für ca. 1,2 Milliarden US-Dollar. Bis zu diesem Zeitpunkt hatte Orascom etwa 360 Millionen US-Dollar in das irakische GSM-Netz investiert.

### Simbabwe
Der portugiesische Mobilfunkbetreiber Telecel konnte Ende des 20. Jahrhunderts einige GSM-Mobilfunklizenzen in Afrika erwerben (Benin, Burkina Faso, Burundi, Gabun, Elfenbeinküste, Togo, Sambia, Simbabwe, Uganda und Zentralafrikanische Republik). Im April 2000 wurde 80 Prozent der Telecel von Orascom Telecom übernommen.
Orascom musste jedoch einen Lizenzverlust bei Telecel Simbabwe hinnehmen: Der Grund für den Lizenzentzug war, dass die Anteilseigner einer staatlichen Auflage nicht nachkamen, nach der maximal 49 % des Kapitals an dem Unternehmen aus dem Ausland stammen darf. Obwohl Telecel Simbabwe nicht nur vor dem derzeitigen politischen und ökonomischen Hintergrund zu den umsatzschwächeren Investments gehört, bekannte sich Naguib Sawiris ausdrücklich zu dem Unternehmen und beantragte eine Frist von zwei Jahren, um den Auflagen nachzukommen. Als Begründung für die Fristverlängerung führt Orascom unter anderem die Tatsache an, dass das Unternehmen in der derzeitigen Situation sowieso keine Gewinnausschüttungen in das Ausland transferieren würde.
Im März 2008 hatte Telecel Simbabwe mit ca. 244.000 Kunden einen Marktanteil von ca. 19 Prozent.

## Europa - Weather Investments
Über die Holding Weather Investments will Sawiris nun mehr in den europäischen Mittelmeerraum expandieren. Heute besitzt Sawiris sowohl Mehrheitsanteile an dem Mobilfunkanbieter
Wind Telecomunicazioni S.p.A. in Italien (Kaufpreis: 12,1 Milliarden Euro) sowie Wind Hellas in Griechenland. Während Sawiris den Gesellschaften gute Wachstumschancen zuschreibt, sind die Investitionen auch von strategischer Bedeutung.
So kann Orascom nach dem Bau einer Seeleitung von Ägypten nach Griechenland sowie durch eine vorhandene Verbindung zwischen Griechenland und Italien die jeweiligen Netze kostengünstig nutzen. Damit wird eine Verbindung von Orascoms Kernmärkten Nordafrika und Naher Osten mit dem europäischen Leitungsnetz geschaffen. Weiterhin ist Sawiris am Einstieg in die Telekommunikationssparte von Bouygues in Frankreich interessiert.

## Asien
Die Orascom wollte auch in asiatische Mobiltelefonmärkte einsteigen.
Orascom Telecom wollte 2006 in den Mobilfunkmarkt in Indien eintreten. Daher wurde im Dezember 2005 ein Anteil von 19,3 Prozent an der Hutchison Telecommunications International (HTIL) übernommen. Die Anteilsmehrheit mit knapp 50 Prozent in HTIL hält Hutchison Whampoa. Orascom Telecom konnte immerhin zwei Direktoren an HTIL entsenden.
Die HTIL hatte Mobilfunkunternehmen in Indien (Hutchison Essar), Vietnam, Indonesien, Macau, Hong Kong, Israel, Thailand, Sri Lanka und Ghana. Im Oktober und November 2007 wurden 5 Prozent und im Dezember 2007 die restlichen 14,3 Prozent der HTIL-Anteile wieder verkauft, mit einem Gewinn von 600 Millionen US-Dollar.
In den chinesischen und indischen Markt überlegt Sawiris, über indirekte Investments einzusteigen, da ein direkter Einstieg für das Unternehmen bei heutigen Preisen für Unternehmensübernahmen in diesem Sektor zu teuer erscheint. Verkauft hatte Orascom hingegen im Jahr 2007 seine 19,3 Prozent Anteile an Hutchison Telecommunications International Limited (HTIL). Orascom hatte sich eine Marktposition in Indien erhofft. Mit dem Verkauf der indischen Tochtergesellschaft durch Hutchinson ging diese Strategie jedoch nicht mehr auf. Obwohl der Verkaufspreis von HTIL etwa dem Kaufpreis entsprach, konnte Orascom durch eine Dividendenausschüttung im Rahmen des Verkaufs der indischen Anteile mit einem Gewinn von zirka 600 Millionen US-Dollar hervorgehen.

### Nordkorea
Die Demokratische Volksrepublik Korea plant den Aufbau eines GSM-Mobilfunknetzes in Nordkorea. Daher hat die staatliche Korea Post and Telecommunications Corporation (25 Prozent) mit der Orascom Telecom (75 Prozent) ein Joint Venture, die CHEO Technology JV Co. gegründet, die im Januar 2008 eine GSM-Lizenz erhalten hat. Die Mobilfunklizenz ist 25 Jahre gültig und garantiert für die ersten vier Jahre ein GSM-Monopol. Orascom Telecom will in den ersten Jahren zirka 400 Millionen US-Dollar in den Aufbau des Mobilfunknetzes investieren. Seit Mitte Dezember 2008 soll das Mobilfunknetz zunächst in der Hauptstadt Pjöngjang funktionieren.
CHEO betreibt das Mobilfunknetz Koryolink, das beim Start im Dezember 2008 noch 5.300 Teilnehmer hatte. Ende Juni 2009 konnten bereits 19.200 Teilnehmer verzeichnet werden.

## Südamerika
Der Einstieg in den südamerikanischen Markt im Jahr 2007 wurde mit Abbruch der Verkaufsgespräche um die Telekom Italia Tochter Brasil Telecom zunächst vertagt. Brasil Telecom besitzt sowohl ein Festnetz- als auch ein Mobiltelefonnetz, die Telecom Italia ist zudem noch mit TIM Brasil in dem Land vertreten.